# 岩手県歯科医師会
一般社団法人岩手県歯科医師会（いわてけんしかいしかい 英称 Iwate Dental Association）は、岩手県の歯科医師を会員とする組織。

## 本部所在地
- 〒020-0045 岩手県盛岡市盛岡駅西通2丁目5番25号

## 郡市歯科医師会
- 盛岡市歯科医師会 〒020-0045 盛岡市盛岡駅西通2丁目5-25 岩手県歯科医師会館(8020プラザ）内3F
- 岩手八幡平歯科医師会
- 宮古歯科医師会
- 釜石歯科医師会
- 遠野歯科医師会
- 紫波郡歯科医師会
- 花巻市歯科医師会
- 北上歯科医師会
- 奥州市歯科医師会
- 一関歯科医師会
- 気仙歯科医師会
- 久慈歯科医師会
- 二戸歯科医師会